# Флет-Лік (Кентуккі)
Флет-Лік (англ. Flat Lick) — переписна місцевість (CDP) в США, в окрузі Нокс штату Кентуккі. Населення — 850 осіб (2020).

## Географія
Флет-Лік розташований за координатами 36°50′4″ пн. ш. 83°45′42″ зх. д. / 36.83444° пн. ш. 83.76167° зх. д. (36.834463, -83.761607).  За даними Бюро перепису населення США в 2010 році переписна місцевість мала площу 12,39 км², з яких 12,38 км² — суходіл та 0,01 км² — водойми.

## Демографія
Згідно з переписом 2010 року, у переписній місцевості мешкало 960 осіб у 363 домогосподарствах у складі 265 родин. Густота населення становила 77 осіб/км².  Було 423 помешкання (34/км²).
Расовий склад населення:
| - 97,7 % — білих - 0,6 % — чорних або афроамериканців - 0,1 % — корінних американців |

До двох чи більше рас належало 1,6 %. Частка іспаномовних становила 1,4 % від усіх жителів.
За віковим діапазоном населення розподілялося таким чином: 29,6 % — особи молодші 18 років, 56,8 % — особи у віці 18—64 років, 13,6 % — особи у віці 65 років та старші. Медіана віку мешканця становила 34,5 року. На 100 осіб жіночої статі у переписній місцевості припадало 98,3 чоловіків;  на 100 жінок у віці від 18 років та старших — 99,4 чоловіків також старших 18 років.
Середній дохід на одне домашнє господарство  становив 31 883 долари США (медіана — 30 793), а середній дохід на одну сім'ю — 35 558 доларів (медіана — 33 115). За межею бідності перебувало 13,6 % осіб, у тому числі 0,0 % дітей у віці до 18 років та 10,2 % осіб у віці 65 років та старших.
Цивільне працевлаштоване населення становило 208 осіб. Основні галузі зайнятості: освіта, охорона здоров'я та соціальна допомога — 21,2 %, роздрібна торгівля — 15,9 %, публічна адміністрація — 11,5 %, науковці, спеціалісти, менеджери — 10,6 %.